# Independent Moving Pictures
La Independent Moving Pictures (IMP) è stata una casa di produzione cinematografica statunitense fondata a New York nel 1909 da Carl Laemmle. La sede principale della compagnia di produzione era all'Eleventh Avenue e 53rd Street di New York, con una sede e studi di lavorazione anche a Fort Lee, nel New Jersey.
Il primo film prodotto dalla IMP fu Hiawatha, protagonista Gladys Hulette, un dramma in un rullo basato sul poema The Song of Hiawatha di Henry Wadsworth Longfellow.
In un periodo in cui gli attori partecipavano anonimamente ai film, la IMP fece lavorare Florence Lawrence, conosciuta come la Biograph Girl e King Baggot, che fu la prima star dello schermo a ottenere il nome sui titoli, un nuovo modo di pubblicizzare il film che contribuì alla creazione dello star system.

## Gli inizi
All'inizio del ventesimo secolo, la Motion Picture Patents Company (o MPPC detta anche, più sbrigativamente, il Trust) andava a caccia dei filmmaker indipendenti e senza licenza (i "pirati" o "fuorilegge"). Uno di questi era Carl Laemmle; altri che avversavano la MPPC erano Harry E. Aitken (Majestic Films), William Fox (fondatore della Fox Film Corporation e Adolph Zukor (Famous Players Film Company, la compagnia che poi sfocerà nella Paramount Pictures).

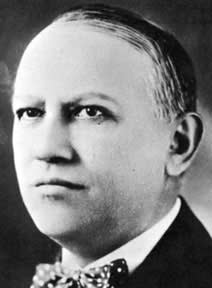
Carl Laemmle

Gli indipendenti erano flessibili e avventurosi e cercavano di evitare come la peste le limitazioni coercitive della MPPC (uno degli obblighi che la compagnia imponeva, era, ad esempio, quello di usare esclusivamente proiettori forniti da lei). Gli indipendenti volevano sfuggire al suo monopolio usando i propri materiali, equipaggiamenti senza licenza e, di conseguenza, giravano i loro film di nascosto. Per scoprirli, la MPPC utilizzava i propri agenti e detective così da poterli denunciare per portarli in giudizio. Cosa che accadde anche a Laemmle, quando, diventato presidente della Motion Picture Distributing and Sales Company, una società di distribuzione alternativa alla General Film, emanazione della MPPC,  si trovò impelagato in un processo per infrazione sui brevetti, avendo usata una cinepresa che non era stata fornita dal Trust.

## In California
Gli indipendenti trovarono modo di sottrarsi agli agenti del Trust, arrivando fino nella California del Sud che, all'epoca, era terra di frontiera. Il clima, scarsissimo di piogge, e la luce, intensa e luminosissima, furono due dei motivi per i quali venne privilegiata la zona di Los Angeles: all'epoca, infatti, gran parte dei film venivano girati in esterni. In quei territori, lontanissimi da New York e dal Trust, c'erano anche tutte le condizioni per trovare ottime location per ogni genere di storia: dalle campagne al deserto, dalle vallate all'oceano con le sue baie e le sue spiagge. Nel 1910, la IMP cominciò le sue produzioni a Los Angeles, installando uno studio a Hollywood, sul Sunset Boulevard e Gower Street che diventò noto come Gower Gulch, a causa degli attori vestiti da cowboy o da indiani che aspettavano all'angolo per essere ingaggiati in qualche film western.
Però, in poco tempo, la Motion Picture Manufacturing and Sales Company cominciò ad avere dei problemi di organizzazione che vennero risolti da Laemmle in modo deciso. L'8 giugno 1912, l'IMP e altre compagnie indipendenti vennero assorbite dalla nuova casa di produzione, la Universal Film Manufacturing Company con Carl Laemmle come presidente. Le case di produzione erano, oltre all'IMP, la Rex Film Company, l'Éclair, la Nestor Film Company, la Powers Motion Picture Company, la Champion Film Company, la Yankee Film Company e la New York Motion Picture Company. La IMP continuò a produrre film fino al 1917.